# Mark Lanegan
Mark William Lanegan (Ellensburg, 25 de noviembre de 1964-Killarney, 22 de febrero de 2022) fue un compositor, cantante, escritor y poeta estadounidense conocido principalmente por ser el exlíder de la banda Screaming Trees y su éxito como solista. Grabó un total de doce discos de estudio en solitario en compañía de músicos como Mike Johnson, Ben Shepherd, Jeff Fielder, Aldo Struyf y Alain Johannes, y también formó parte de las bandas Mad Season, The Gutter Twins, Soulsavers, The Twilight Singers, Black Phoebe y Queens of the Stone Age. Además, colaboró con músicos como Nick Cave, Isobel Campbell, Moby, Slash, Duke Garwood, Dave Gahan, Greg Dulli, PJ Harvey, John Paul Jones, Maggie Bjorklund, Ian Ottaway y Dylan Carlson, entre tantos otros.
Lanegan también fue conocido bajo el pseudónimo de Dark Mark, utilizado para sus proyectos y colaboraciones de música electrónica junto a artistas como Not Waving y Skeleton Joe.
El músico abandonó Los Ángeles, California, para instalarse en Killarney, Irlanda, donde conectó con los fantasmas de sus antepasados y encontró una nueva y refrescante inspiración junto a su mujer y longeva colaboradora musical Shelley Brien, con quien formó la banda Black Phoebe.

## Carrera musical

### Etapa Screaming Trees
En el año 1985, decide formar una banda junto con los hermanos Conner, llamada Screaming Trees por el nombre de un pedal de distorsión para guitarra eléctrica. Con esta banda grabó 9 trabajos incluyendo EP y LP entre 1985 y 1996. El estilo del grupo se centró en el grunge, fenómeno de moda en Seattle, ciudad vecina de Ellensburg donde estalló tal fenómeno. A pesar de ser considerados una de las bandas pioneras de dicho estilo, la banda no alcanzó el mismo éxito que otras formaciones semejantes como Nirvana, Pearl Jam, Soundgarden o Alice In Chains.
Durante esta etapa, empieza con su carrera en solitario, debutando con The Winding Sheet mediante la en aquel momento famosa discográfica Sub Pop. El disco tenía un estilo que tiraba más al blues que sus trabajos con Screaming Trees, invitando para su grabación a Kurt Cobain y Krist Novoselic de Nirvana y a Mark Pickerel, por aquel entonces batería de los Trees. A pesar del gran número de canciones grabadas para el disco, sólo la versión de Leadbelly, Where Did You Sleep Last Night alcanzó la fama, llegando a interpretarla Cobain en su disco Unplugged. En el resto de canciones, los instrumentos están tocados por Pickerel (batería), Jack Endino (bajo) y Mike Johnson (guitarra y componente más tarde de Dinosaur Jr.).
Su segundo álbum fue Whiskey For The Holy Ghost, reiterando en el sonido blues que no presentaban los trabajos de los Trees. Fue publicado en 1994.
Un año después colaboró con el supergrupo grunge Mad Season en su único álbum, Above, apareciendo en dos canciones ayudando a componer y cantando parte de ellas.
Posteriormente, regresó a su trabajo con Screaming Trees, grabando su último disco antes de la separación de la banda en el 2000 en el año 1996, titulado Dust.
Dos años después del lanzamiento de Dust, Screaming Trees grabó otro álbum en el estudio del guitarrista de Pearl Jam Stone Gossard, que sería finalmente lanzado en 2011 bajo la disquera del baterista Barret Martin, Sunyata Records bajo el nombre de Last Words: The Final Recordings.

### Etapa Post Screaming Trees / QOTSA
Grabó en 1999 su ya cuarto álbum largo, I'll Take Care Of You, disco de covers de artistas folk y Rhythm & Blues, como Booker T., así como cantantes country como Buck Owens.
En 2001 aparece el segundo álbum de Queens Of The Stone Age, Rated R, en el que Lanegan colabora con la canción In The Fade, así como en el tercer álbum de la banda californiana, su pieza clave, Songs For The Deaf, cantando en A Song For The Dead, Hangin' Tree y God Is In The Radio. A causa de estas continuas colaboraciones y su inclusión en las giras del grupo, se rumoreó su presencia de manera oficial en la formación.
Ya en el año 2004 aparece el álbum Bubblegum, contando con la colaboración de Josh Homme y Nick Oliveri de QOTSA, PJ Harvey y Izzy Stradlin y Duff McKagan de Guns N' Roses, así como su exesposa, Wendy Rae Fowler. El disco es hasta ahora el mayor éxito comercial de Lanegan, llegando al puesto 39 en el ranking de álbumes independientes de Billboard.
El resto de la carrera musical de Mark Lanegan estuvo marcada por las abundantes colaboraciones con Queens Of The Stone Age especialmente, así como The Twilight Singers junto a Greg Dulli de los Afghan Whigs, con el que más tarde también formaría un proyecto llamado The Gutter Twins. Mark Lanegan colabora también en el último disco de Soulsavers, además de trabajar con Isobel Campbell.
En 2013 realiza otra colaboración en el disco Innocents de Moby: el track 11 del disco "The Lonely Night".
En abril de 2020 editó su libro de memorias "Sing backwards and weep" (HACHETTE BOOKS, 2020).

## Vida personal y fallecimiento
Estuvo casado con Shelley Brien. La pareja se mudó desde Los Ángeles al condado de Kerry, Irlanda, en 2020.
En marzo de 2021, fue hospitilizado con un diagnóstico grave de COVID-19 y estuvo al borde de la muerte. La enfermedad lo dejó temporalmente sordo, con dificultades para caminar y con episodios de coma.
Falleció en su casa de Killarney, Irlanda, la mañana del 22 de febrero de 2022, a la edad de 57 años.

## Discografía como solista
- The Winding Sheet (1990)
- Whiskey for the Holy Ghost (1994)
- Scraps at Midnight (1998)
- I'll Take Care of You (1999)
- Field Songs (2001)
- Bubblegum (2004)
- Blues Funeral (2012)
- Imitations (2013)
- Phantom Radio (2014)
- Gargoyle (2017)
- With animals (2018) - con Duke Garwood
- Somebody's Knocking (2019)
- Straight songs of sorrow (2020)

## Como escritor
Escribió un total de siete libros:
- I Am the Wolf: Lyrics and Writings, una recopilación de las profundas, asfixiantes, a la vez de oscuras pero iluminadoras letras del artista y su respectivo contexto y significado.

- Sing Backwards and Weep: A Memoir, una mirada interna hacia la oscura y trágica vida del cantante, repleto de memorias perturbadoras e inimaginables vivencias escritas y narradas por el propio Lanegan de la forma más pura y resiliente que el lector pueda esperar.

- Plague Poems, Lanegan y Eisold se unen para presentar palabras de desolación distópica. Plague Poems es una colección de 23 poemas escritos por cada uno, por amor: perdido, siendo perdido e incluso encontrado a veces.

- Leaving California, una recopilación de 76 poemas que fusionan la línea de la dura realidad y la paranoia, la belleza y la reflexión, y la sabiduría del escapista.

- Devil in a Coma, escrito en viñetas de prosa y poesía, Devil In A Coma es un relato aterrador de la enfermedad y el remordimiento por parte de un artista y escritor con una visión singular. En este libro Mark narra su terrorífica y lisérgica experiencia con la COVID 19.

- Year Zero - A World With No Flowers, poemas de resurrección escritos con vitriolo e irreverencia en el espacio intermedio entre la vida y la muerte. Los autores (Lanegan y Eisold) miran hacia adelante y hacia atrás, hacia adentro y hacia afuera.

- Ghost Radio, el tercer y último libro de la trilogía Lanegan / Eisold después de Plague Poems y Year Zero - A World With No Flowers. Solo las palabras permanecen inmortales...